# Doppelgänger (film)
Pour les articles homonymes, voir Doppelgänger.
Pour plus de détails, voir Fiche technique et Distribution.
Doppelgänger (ドッペルゲンガー, Dopperugengâ) est un film japonais réalisé par Kiyoshi Kurosawa, sorti en 2003.

## Synopsis
Michio Hayasaki (Kōji Yakusho), ingénieur surdoué, travaille dans le domaine de la recherche médicale au sein d’un laboratoire privé.
Dix ans auparavant, il a conçu une machine novatrice qui permet à la compagnie qui l'emploie de faire de gros profits. 
Ses employeurs ont de grandes espérances avec son nouveau projet, une chaise roulante intelligente qui fait corps 
avec son malade. Soumis à cette forte pression, Michio Hayasaki traverse une crise difficile à gérer. 
Petit à petit le stress prend le dessus, et hanté par la nécessité de réussir, perd ses repères avant de s’enfermer 
dans un état de crise de nerfs avancé. Un jour, lors d'une expérimentation, il fait la connaissance de son « doppelgänger »,
un double qui, d'après les croyances locales, annoncerait une mort prochaine.
Il finit par remarquer que si son doppelganger est identique à son apparence, la personnalité et l’attitude du doppelganger sont radicalement différentes des siennes. 
Là où il est trop timide pour obtenir ce qu’il veut, son doppelganger n’a aucun scrupule à obtenir ce qu’il veut. Là où il a trop peur de s’exprimer, son doppelganger dit ce qu’il pense. 
Alors que son doppelganger élimine toutes les sources de stress de Hayasaki, réorganise sa vie pour le mieux, acquiert toutes les choses pour lesquelles il a cédé, fait des choses  qu'Hayasaki ne pouvait pas faire et l’aide à construire la chaise robotique qui le frustre depuis si longtemps.

## Fiche technique
- Titre : Doppelgänger
- Titre original : ドッペルゲンガー (Dopperugengâ)
- Réalisation : Kiyoshi Kurosawa
- Scénario : Ken Furusawa et Kiyoshi Kurosawa
- Production : Motoo Kawabata, Takayuki Nitta, Atsushi Sato et Atsuyuki Shimoda
- Musique : Hiromichi Kaori
- Photographie : Noriyuki Mizuguchi
- Montage : Kiyoshi Kurosawa et Masahiro Onaga
- Pays d'origine : Japon
- Format : Couleurs - 1,78:1 - Dolby - 35 mm
- Genre : Fantastique
- Durée : 107 minutes
- Dates de sortie : 27 septembre 2003 (Japon), 11 mars 2004 (festival du film asiatique de Deauville, France)

## Distribution
- Kōji Yakusho : Michio Hayasaki
- Hiromi Nagasaku : Nagai Yuka
- Yusuke Santamaria : Kimishima
- Masahiro Toda : Aoki
- Hitomi Sato : Takano
- Akira Emoto : Murakami

## Récompenses
- Prix du meilleur réalisateur, lors des Japanese Professional Movie Awards 2004.
- Prix du meilleur second rôle masculin (Akira Emoto), lors du Mainichi Film Concours 2004.